# Jim Forrest
Jim Forrest (Glasgow, 1944. szeptember 22. – 2023. szeptember 27.) válogatott skót labdarúgó, csatár. Skót bajnoki gólkirály (1964–65, 30 gól).

## Pályafutása

### Klubcsapatban
1962 és 1967 között a Rangers, 1967–68-ban az angol Preston North End, 1968 és 1973 között az Aberdeen labdarúgója volt. A Rangers-szel két skót bajnok címet és három kupagyőzelmet ért el. Az 1964–65-ös idényben 30 góllal a bajnokság gólkirálya lett. Az Aberdeen csapatával egy skótkupa-győzelmet szerzett. 1973-ban a dél-afrikai Cape Town City, 1974–75-ben a hongkongi Hong Kong Rangers, 1975–76-ban az amerikai San Antonio Thunder játékosa volt. 1975-ben kölcsönben a Hawick Royal Albert csapatában szerepelt.

### A válogatottban
1965 és 1971 között öt alkalommal szerepelt a skót válogatottban.

## Sikerei, díjai
Rangers
- Skót bajnokság
  - bajnok (2): 1962–63, 1963–64
  - gólkirály: 1964–65 (30 gól)
- Skót kupa
  - győztes (3): 1963, 1964, 1966

 Aberdeen
- Skót kupa
  - győztes: 1970

 Cape Town City
- Dél-afrikai bajnokság
  - bajnok: 1973

## Statisztika

### Mérkőzései a skót válogatottban
| Skócia | Skócia             | Skócia                           | Skócia      | Skócia   | Skócia   | Skócia             | Skócia | Skócia  |
| #      | Dátum              | Helyszín                         | Hazai       | Eredmény | Vendég   | Kiírás             | Gólok  | Esemény |
| ------ | ------------------ | -------------------------------- | ----------- | -------- | -------- | ------------------ | ------ | ------- |
| 1.     | 1965. november 24. | Glasgow, Hampden Park            | Skócia      | 4 – 1    | Wales    | brit házibajnokság | -      |         |
| 2.     | 1965. december 7.  | Nápoly, San Paolo Stadion        | Olaszország | 3 – 0    | Skócia   | vb-selejtező       | -      |         |
| 3.     | 1971. február 3.   | Liège, Stade de Sclessin         | Belgium     | 3 – 0    | Skócia   | Eb-selejtező       | -      | 46'     |
| 4.     | 1971. június 9.    | Koppenhága, Idrætsparken Stadion | Dánia       | 1 – 0    | Skócia   | Eb-selejtező       | -      | 75'     |
| 5.     | 1971. június 14.   | Moszkva, Központi Lenin Stadion  | Szovjetunió | 1 – 0    | Skócia   | barátságos         | -      |         |
|        | Összesen           |                                  |             | 5        | mérkőzés |                    | 0      | gól     |